# Alleker Lajos

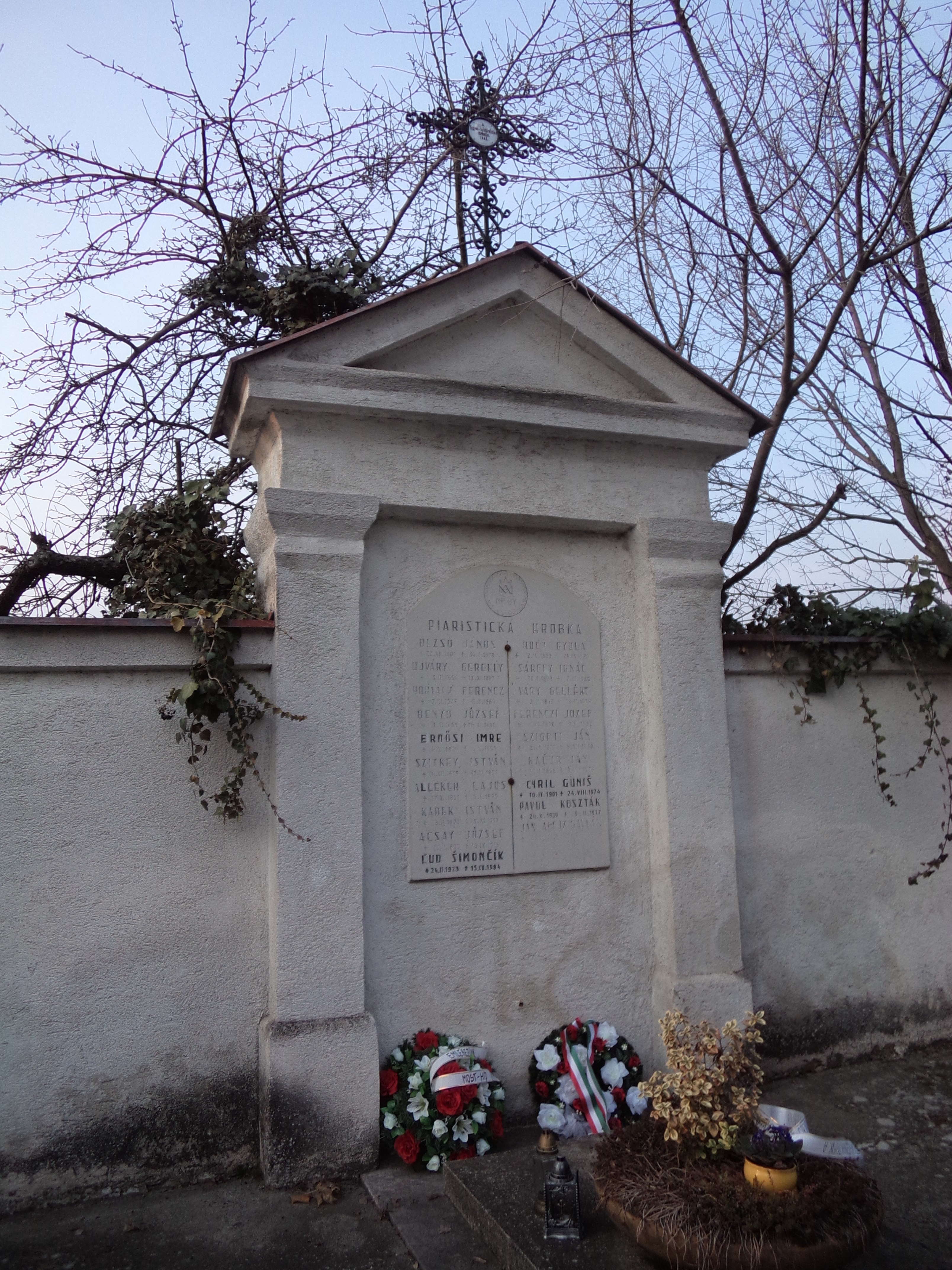
Sírja a nyitrai városi temetőben

Alleker Lajos (Allecker; Nagykanizsa, 1851. október 30./ november 17. – Nyitra, 1895. január 5.) tanár, író, botanikus.

## Élete
1869-ben lépett be a piarista rendbe, 1874-ben ünnepi fogadalmat tett. 1878-ban szentelték pappá szent. Tatán, Selmecbányán, Nagykárolyban, Magyaróvárt és 1884-1895 között Nyitrán tanított. Súlyos betegségben hunyt el. A Nyitramegyei Közlönyben közölte cikkeit.
A Királyi Magyar Természettudományi Társulat tagja volt. A kolozsvári Kalazantinum piarista tanárképző könyvtárát az alapításkor a nyitrai volt teológiai stúdium könyvtárából és a nyitrai házi könyvtárból pótolták, valamint adományok által és elhunyt rendtagok (többek között Szvaratkó Kálmán, Baligó János, Bolgár Mihály, Alleker Lajos és Rónai István) megmaradt könyvtáraival gyarapították. Gyarapította a Nyitrai Piarista Gimnázium gyűjteményeit, illetve 1886-tól a gimnázium Szent Ágoston Segélyező Egyesületének tagja.

## Művei
- 1884 Az egyházi és világi lovagrendek. Magyaróvár.
- 1890 Az Osztrák-Magyar Monarchia rendjelei. Nyitra.
- 1892 A Cilley grófok és Cilli városa. Nyitra. (Gimnáziumi értesítő)
- 1892 A lagúnák városa. Útleírás. Nyitra. (ism. Századok)
- 1893 Adelsberg. Útleírás. Nyitra.
- 1894 Erdősi Imre a branyiszkói hős pap emlékezete. Nyitra.
- Nyitra flórája.